# Albert De Deken
Albert De Deken (Schoten, 7 september 1915 – Kapellen, 24 maart 2003) was een Belgisch beeldend kunstenaar.

## Levensloop
Zijn ouders hadden in de Korte Boomkesstraat te Schoten een zeepziederij. Albert werkte aanvankelijk in de zaak van zijn ouders maar wilde vooral kunstenaar worden. Aan de Antwerpse Academie volgde hij les bij Alfons Proost, bij Baron Isidore Opsomer, die hem altijd bleef steunen. Hij zat in de klas met Vic Gentils, Jack Godderis en kunstfotograaf Filip Tas. 
In 1948 gaat hij, na het winnen van de Camille Huysmansprijs, naar Parijs en studeert er in Académie de la Grande Chaumière bij Emile-Othon Friesz "le grand fauve" en ontmoet hij op een retrospectieve bij la galerie Charpentier de kunstschilder André Dunoyer de Segonzac, waarvoor hij veel achting had.
Albert De Deken kreeg vijf dochters en een zoon.

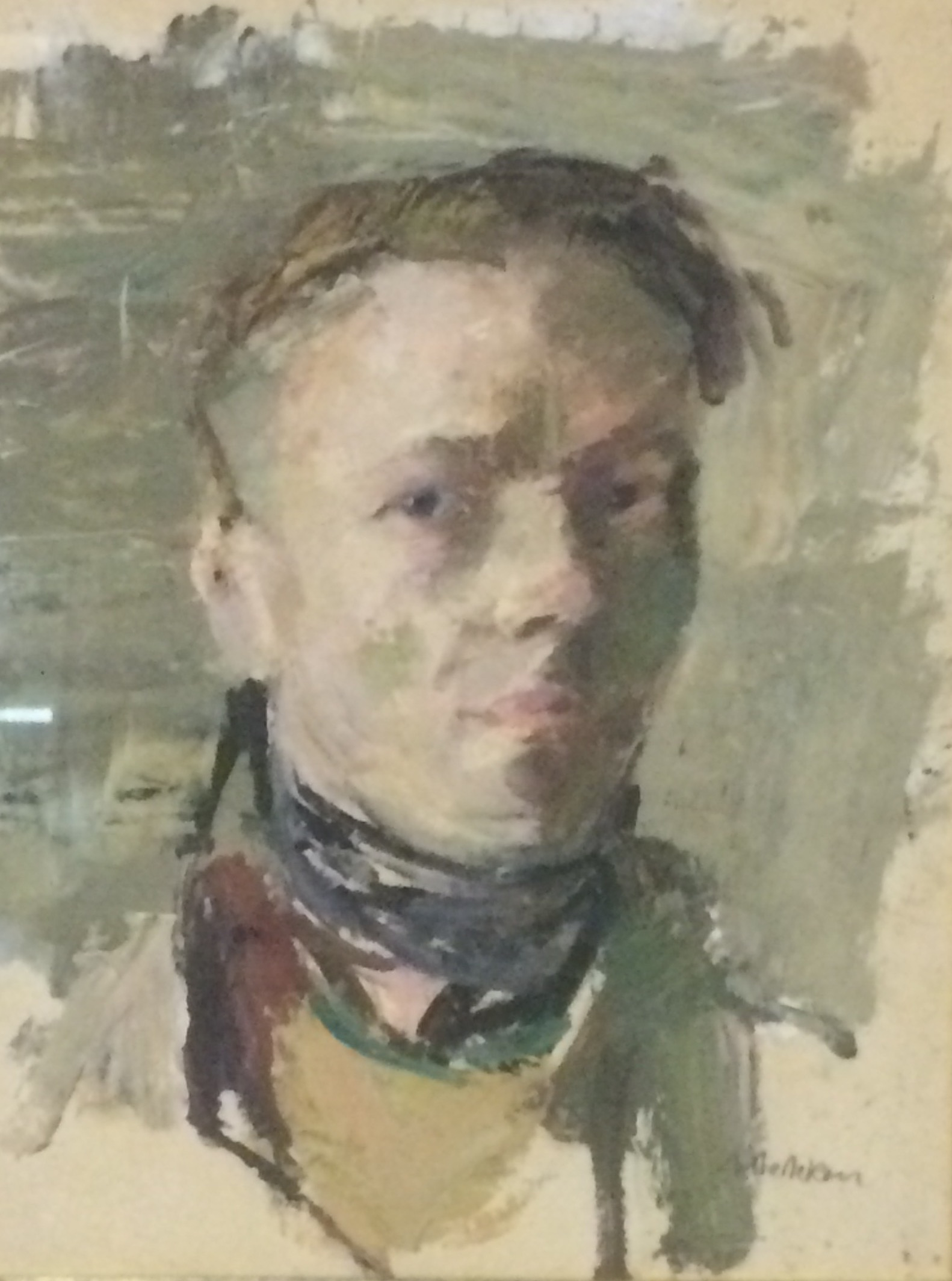
zelfportret uit 1948

Van 1954 tot 1980 gaf hij les aan de Antwerpse Kunstacademie. Hij was leraar in de oriëntatiejaren en nadien bij de specialisatiejaren schilderkunst. Hij had er onder zijn leerlingen onder meer Panamarenko de artiestennaam van Henri Van Herwegen, Fred Bervoets, Wannes Van de Velde, Walter Brems, en Linda Loppa,de latere directeur van de Antwerpse Modeacademie. Zijn laatste student is zijn schoonzoon Christian Goedtkindt die onder meer zijn tentoonstellingen en catalogussen verzorgde en nu schildert onder de artiestennaam Xtian. 
Sinds het begin van de jaren vijftig ging De Deken met het gezin jaarlijks op vakantie naar de Vlaamse Kust. Oostduinkerke was de badplaats waar ze de zomer doorbrachten, hij maakte hier veruit zijn beste schilderijen. Stranden, de zee en het achterland van West-Vlaanderen  bleven hem uitermate boeien.
Zijn leven kreeg een aanzienlijke wending nadat zijn echtgenote betrokken geraakte bij een zwaar verkeersongeval en de oudste dochter Annelies (1950-1968) hierbij om het leven kwam. Ze besloten meer de rust op te zoeken van het landelijk leven en kochten een oud Kempisch hoevetje te Horendonk nabij Essen, provincie Antwerpen. Vanaf 1969 tot 1973 genoot hij met zijn echtgenote Lya Block (1924-1973) van deze mooie omgeving en het kleine atelier. Na het overlijden van zijn echtgenote huurde hij tijdens de zomervakanties villa's in Knokke en Duinbergen. De zee, de stranden en dijkgezichten van Knokke en Duinbergen, de vissershaventjes en oude vissersboten bleven de te schilderen onderwerpen met stip.
Naast het schilderen van landschappen en stillevens was het portret en in het bijzonder het kinderportret zijn handelsmerk geworden. De portretten van zijn kinderen spreken dan ook tot de verbeelding. 
Werkte ook in Frankrijk (o.m. Parijs, de Mediterrane kust, le Morvan),te Scheveningen en reisde naar Virginia USA (1988) waar hij een 25 tal werken van meebracht)
De Deken had ook een voetbalcarrière, onder meer bij Antwerp FC (1930-1938), Antwerp Boys (Vlaamsche Voetbalbond) (1937-1941), Olympic Club de Charleroi waar hij jarenlang de kapitein van de ploeg was (1941-1948) en RAA Louviéroise (1949-1953).

## Erkenning
- Prijzen: 1938 "Als Ick Kan", 1939 "Prijs Nottebohm", 1942 "Prijs Van Lerius", 1947 "Prijs Van Lerius, "Prijs Camille Huysmans", 1950 "Prijs David O'Selznick", 1952 "Prijs Marineschilders", 1985 "Prijs Provincie Antwerpen", 1994 "Laureaat cultuurprijs R.Majean Schoten".
- In het jaar 2000, precies op zijn 85ste verjaardag, kreeg De Deken een retrospectieve bij galerij Campo op de Vlaamse kaai in Antwerpen.
- In 2001 werd in het Jakob Smitsmuseum een tentoonstelling over De Deken gehouden.
- In december 2015 werd ter gelegenheid van zijn honderdste geboortedag voor De Deken een monument onthuld op de Churchilllaan te Schoten nabij Antwerpen ter hoogte van de plaats waar ooit zijn geboortehuis stond.
- Werk in het bezit van de Vlaamse Gemeenschap, de Provincie Antwerpen & Gent, het Prentenkabinet en het Koninklijk Museum Schone Kunsten Antwerpen met 2 werken. Collectie Belfius Bank. Gemeentebesturen Schoten en Essen en St.Niklaas bij Antwerpen. Kerkfabriek Brasschaat en Kleine Horendonk, particuliere privé verzamelingen in België en buitenland.
- Opgenomen in de collectie van de Universiteit Campus Antwerpen met 2 schilderijen en 1 aquarel
- Tekeningen met portretten van kunstenaars toegevoegd aan de collectie van het AMVC Antwerpen

## Publicaties
- Denijs Peeters, Albert De Deken, monografie, Uitgave Artiestenfonds, Rockoxhuis Antwerpen, 1966
- René Turkry & Paul Caso, De Deken, kunstboek, Les Editeurs d'Art Associés, 1990
- Kunstschilder Albert De Deken, monografie, Uitgeverij Goedtkindt, Chr., 1995 (catalogus tentoonstelling Schoten)
- Kinderportretten, Albert De Deken, monografie, Uitgeverij Goedtkindt, Chr., 1996 (catalogus tentoonstelling Bank BBL Antwerpen)
- Het Leven thuis, Albert De Deken, monografie, Uitgeverij Goedtkindt, Chr., 2001 (Jakob Smitsmuseum)
- Een Leven in Kleur, Albert De Deken, monografie, Uitgeverij Goedtkindt, Chr., 2015 (kunstboek De Deken 100)

- Gemeinsame Normdatei: 111361207X
- International Standard Name Identifier: 0000 0004 9644 9186
- Library of Congress Control Number: nb2016020720
- RKD-Nederlands Instituut voor Kunstgeschiedenis: 20577
- Virtual International Authority File: 1532147425879845040003
- WorldCat: E39PBJwCVfyCPKBXfCpwVKkbh3